# Copper Peak
Letalnica Copper Peak leži v mestu Ironwood, zvezni državi Michigan, ZDA. Zgrajena je bila leta 1969, povečana pa v osemdesetih letih 20. stoletja. Bila je velikosti točke K-145. Na njej je bilo izvedenih 10 tekem od 1970-1994. Od tega sta bili samo dve tekmi za Svetovni pokal in sicer leta 1981. Je edina smučarska letalnica na zahodni hemisferi. 
Rekord skakalnice je 158 m. Postavila sta ga Avstrijca Mathias Wallner in Wener Schuster leta 1994, ko so bili tam tudi zadnji smučarski poleti.
Obnovljena je bila leta 2017. S tem so jo povečali na velikost letalnice, obnovili odskočišče in pokrili doskočišče s plastiko. Tam potekajo tekme celinskega pokala ter nekaj ameriških tekem. Pravijo naj bi bile tam tekme za svetovni pokal v sezoni 2020/21